# Browningia
Browningia Britton & Rose è un genere di piante succulente della famiglia delle Cactacee diffuso in Colombia e Perù.

## Tassonomia
Il genere comprende le seguenti specie:
- Browningia altissima (F.Ritter) Buxb.
- Browningia amstutziae (Rauh & Backeb.) Hutchison ex Krainz
- Browningia candelaris (Meyen) Britton & Rose
- Browningia chlorocarpa (Kunth) W.T.Marshall
- Browningia columnaris F.Ritter
- Browningia hernandezii Fern.Alonso
- Browningia hertlingiana (Backeb.) Buxb.
- Browningia macracantha (F.Ritter) Wittner
- Browningia microsperma (Werderm. & Backeb.) W.T.Marshall
- Browningia pilleifera (F.Ritter) Hutchison
- Browningia utcubambensis Hutchison ex Wittner